# خانه نویسنده

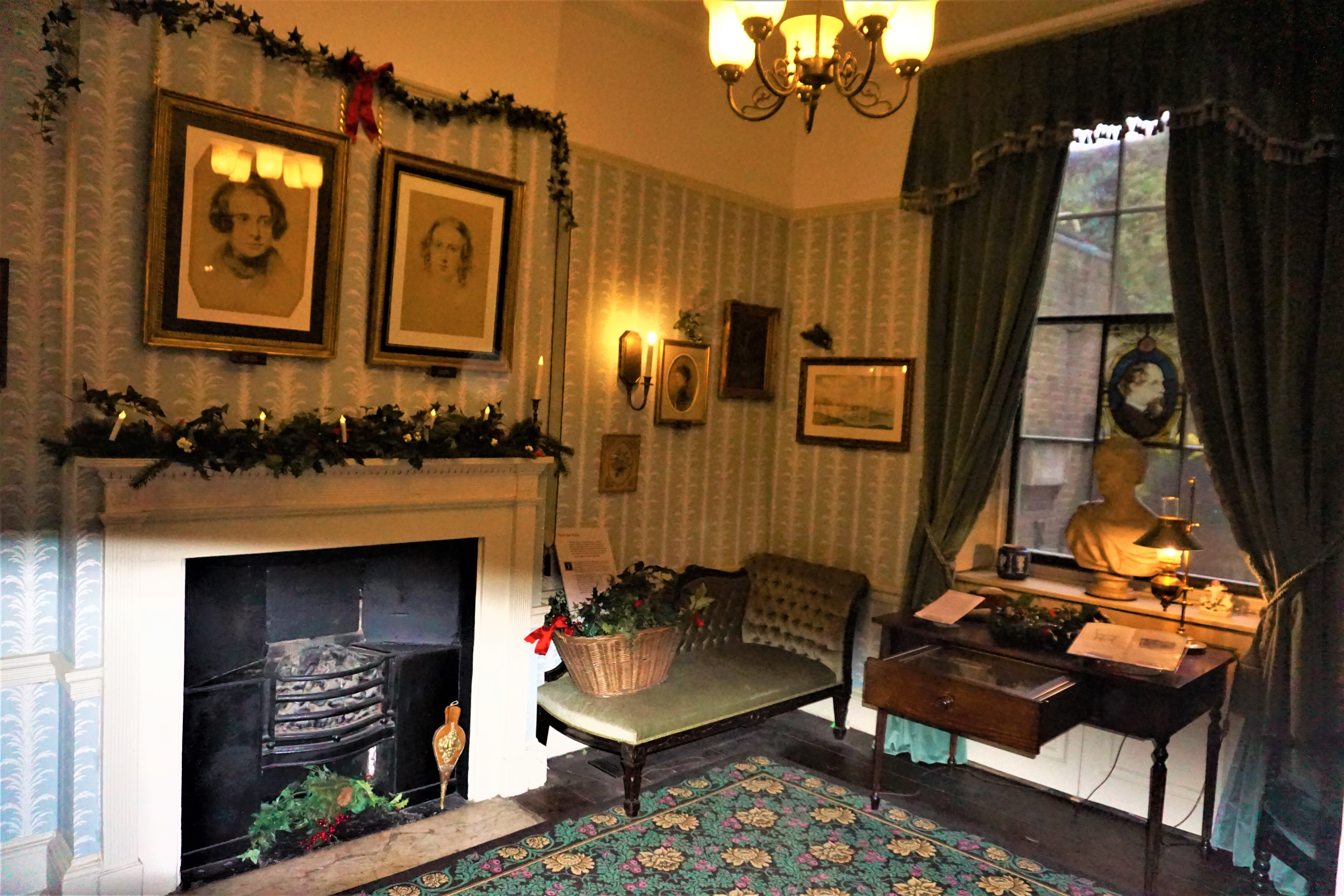
اتاق چارلز دیکنز نویسنده انگلیسی

خانه نویسنده (انگلیسی: Writer's home) مکان‌هایی هستند که نویسندگان مشهور در آن زندگی کرده‌اند. این خانه‌ها اغلب و برای حمایت از گردشگری ادبی، به عنوان خانه‌موزه حفظ می‌شوند. این مکان‌ها، بیشتر برای ارتباط بازدیدکنندگان با خود نویسنده‌اند تا آثار او یا دوره تاریخی‌اش. در حقیقت، این خانه‌ها مبدل به شکلی از نقد زندگینامه‌ای می‌شوند. بازدیدکنندگان از این خانه‌ها که گردشگران ادبی خوانده می‌شوند، اغلب از طرفداران این نویسنده‌ها هستند و ارتباط فیزیکی و احساسی عمیقی را در حین بازدیدشان، با نویسنده پیدا می‌کنند. این موزه‌ها شامل طیف وسیعی از فعالیت‌های مشترک با میراث فرهنگی می‌شوند از جمله، ارائه زندگینامه نویسنده، برپایی نمایشگاه‌های مختلف و راهنمایی تور. مفسر نیویورک تایمز، شمار این خانه‌ها در آمریکا را ۷۳ عدد می‌داند. 
سنت حفظ یا محل‌های مهم مربوط به نویسندگان، تاریخچه‌ای طولانی دارد که به قرن چهاردهم میلادی و حفظ خانه فرانچسکو پترارک بازمی‌گردد.